# SpaceX AX-2
SpaceX Ax-2 — второй пилотируемый туристический космический полёт корабля Crew Dragon v2 к Международной космической станции, стартовавшего 21 мая 2023 года и пристыковавшегося к МКС 22 мая. 31 мая, после 9-ти суточной миссии пребывания на МКС, экипаж корабля успешно приводнился в Мексиканском заливе неподалёку от побережья штата Флорида.

## История
3 июня 2020 года Майкл Саффредини сообщил о том что Axiom Space ведёт переговоры с потенциальными заказчиками для второго и третьего полёта на корабле Crew Dragon к МКС.
16 февраля 2021 года Исполнительный директор сообщила, что компания уже подписала контракт с одним заказчиком для полёта по программе SpaceX AX-2.
25 мая 2021 года. Компания Axiom Space сообщила в своем пресс-релизе, что командиром экипажа «Crew Dragon» по программе SpaceX AX-2 назначена бывший астронавт НАСА Пегги Уитсон, а пилотом — Джон Шоффнер.
2 июня 2021 года. Компания Axiom Space сообщила, что заключила соглашение с компанией SpaceX на три дополнительных (помимо полёта по программе SpaceX AX-1) полёта Crew Dragon, в ходе которых до конца 2023 года Axiom Space сможет отправить на МКС три экспедиции посещения с космическими туристами.
12 февраля 2023 года были опубликованы имена двух участников полёта от Саудовской Аравии — Али Аль-Карни и Райяна Барнави.

## Экипаж
Экипаж состоит из 4 человек: Пегги Уитсон, Джона Шоффнера, Али Аль-Карни и Райяны Барнави. Шоффнер в прошлом был бизнесменом и проработал 21 год в телекоммуникационной компании Dura-Line, расположенной в Кентукки. Он был также пилотом авиашоу, налетал более 8500 часов на самолётах. Али Аль-Карни - саудовский астронавт, имеет степень бакалавра авиационных наук в Воздушной академии короля Фейсала. Аль-Карни капитан Королевских ВВС Саудовской Аравии, налетал на самолётах 2387 часов. Райяна Барнави - биомедицинский исследователь, она имеет девятилетний опыт исследования стволовых клеток рака. Когда её выбрали для полёта в космос, она работала лаборантом исследовательской лаборатории в специализированной больнице имени короля Фейсала и исследовательском центре в Эр-Рияде.
| Космонавт      | Должность         | № полёта | Организация |
| -------------- | ----------------- | -------- | ----------- |
| Пегги Уитсон   | Командир          | 4        | Axiom Space |
| Джон Шоффнер   | Пилот             | 1        | Axiom Space |
| Али Аль-Карни  | Специалист полёта | 1        | Axiom Space |
| Райяна Барнави | Специалист полёта | 1        | Axiom Space |

## Полёт
21 мая 2023 года в 21:37 UTC корабль Crew Dragon с миссией SpaceX Ax-2 стартовал при помощи ракеты-носителя Falcon 9 к МКС с площадки 39В в Космическом центре Кеннеди НАСА во Флориде. Стыковка с МКС была проведена 22 мая 2023 года в 13:12 UTC к модулю «Гармония» (IDA-3 на PMA-3).
Миссия продлилась восемь дней, в течение которых космические туристы работали вместе с постоянным экипажем МКС. Также они провели свои эксперименты. Один из них, организованный Институтом трансляционных исследований космического здравоохранения (TRISH), включает в себя серию тестов и измерений показателей тел в невесомости. Цель TRISH — лучше понять, как неопытные экипажи будут реагировать на условия микрогравитации, и изучить, как использовать эти данные, чтобы максимизировать продуктивность экипажа во время коротких полётов на МКС.
Отстыковка корабля от станции произошла 30 мая в 11:05 по времени Восточного побережья США (15:05 UTC, 18:05 мск).
Спускаемый аппарат приводнился 31 мая в 03:04 UTC (06:04 МСК) в Мексиканском заливе неподалёку от побережья штата Флорида.